# Fritz Gause
Fritz Gause (* 4. August 1893 in Königsberg i. Pr.; † 24. Dezember 1973 in Essen) war ein deutscher Gymnasiallehrer, Historiker und Archivar.

## Leben und Wirken

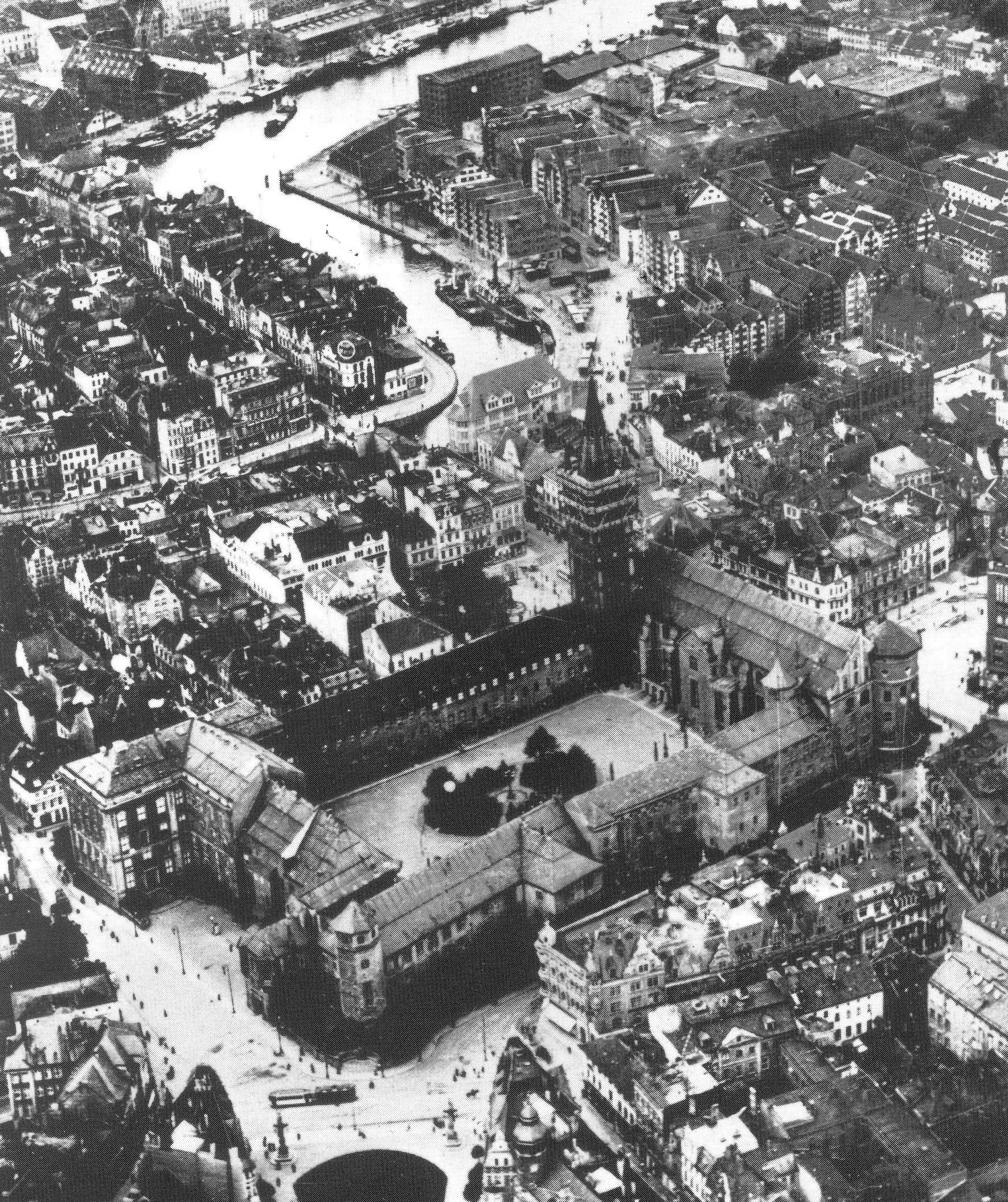
Königsberg, 1925

Fritz Gause, ein Sohn von August Gause, Magistratsdirektor beim Königsberger Oberbürgermeister Siegfried Körte, und seiner Frau Margarete geb. Hunke, war der Bruder von Alfred Gause. Die Familie wohnte von 1905 bis 1945 in Kalthof (Königsberg). 
Fritz Gause besuchte das Collegium Fridericianum und studierte nach dem Abitur an der Albertus-Universität Königsberg Geschichte, Germanistik und Geographie. Er war Mitglied der studentischen Wissenschaftlichen Verbindung Hohenstaufen im Deutschen Wissenschafter-Verband. Er diente als Kriegsfreiwilliger bei der Feldartillerie an der Ostfront. Nach dem Ersten Weltkrieg konnte er das Studium abschließen und wurde am 16. Dezember 1921 mit der Dissertation Die Landgerichte des Ordenslandes Preußen bis zur Säkularisation, unter besonderer Berücksichtigung der Landschöffenbücher von Bartenstein und Gilgenburg/Hohenstein zum Dr. phil. promoviert. Anschließend war er zeitlebens Lehrer, immer an Mädchenschulen. Seit 1923 und erneut seit der Wiederbegründung von 1950 war er ein engagiertes Mitglied der Historischen Kommission für ost- und westpreußische Landesforschung.
Gause war kurz zuvor in den Schuldienst eingetreten und 1922 Studienrat am Goethe-Oberlyzeum in Königsberg geworden. Die Stadt übertrug ihm 1938 die Leitung des Stadtarchivs Königsberg und die Direktion des Stadtgeschichtlichen Museums Königsberg. Auf beiden Posten blieb er bis 1945, stets der Wissenschaft zugewandt, wurde aber während des Zweiten Weltkriegs trotz gesundheitlicher Probleme an der Front eingesetzt. Siebenmal verwundet, geriet er bei Kriegsende in polnische Kriegsgefangenschaft, aus der er 1947 entlassen wurde. 
Er kam nach Essen, wo er als Lehrer an einem Mädchengymnasium unterrichtete und 1959 als Oberstudienrat pensioniert wurde. Die Stadtgemeinschaft Königsberg wählte ihn 1967 zu ihrem Vorsitzenden. Unter seiner Ägide entstand in Königsbergs Patenstadt Duisburg das Museum Stadt Königsberg, das am 20. Oktober 1968 eingeweiht wurde.
Fritz Gause starb 1973 am Heiligen Abend mit 80 Jahren. Begraben ist er auf dem Parkfriedhof Essen.

## Publikationen im Kontext der Ostforschung
Nach dem Zweiten Weltkrieg gehörte Gause zu den Protagonisten der sich neu konstituierenden Ostforschung, deren zentrale Themen die Flucht und Vertreibung Deutscher aus Mittel- und Osteuropa 1945–1950 war. Seine Geschichte des Preußenlandes (1966) spiegelte primär die Frontstellung gegen die „europafremde Macht“ Russland, die das Schicksal der Region nicht auf Dauer bestimmen dürfe. Seine Darstellung war dem Konzept des Deutschtums und der Auseinandersetzung mit Polen verhaftet. Gegenüber Hermann Aubin beharrte Gause auf dem Begriff „Ostdeutschland“ statt „Ostmitteleuropa“, um den deutschen Anteil an der Geschichte des Raumes zu betonen. Gause schrieb eine dreibändige Geschichte der Stadt Königsberg in Preußen sowie eine Reihe von Beiträgen für die Neue Deutsche Biographie und setzte mit Kurt Forstreuter die Altpreußische Biographie fort.

## Ehrungen
- Preußenschild (1963)
- Bundesverdienstorden, Verdienstkreuz 1. Klasse (1964)
- Professor, Ernennung durch die Landesregierung von Nordrhein-Westfalen (1972)[6]

## Schriften (Auswahl)
- Der Kämmereibesitz der Stadt Königsberg im 19. Jahrhundert. Gräfe und Unzer, Königsberg i. Pr. 1924.
- Die Russen in Ostpreußen 1914/15. Gräfe und Unzer, Königsberg 1931.
- Neue Ortsnamen in Ostpreußen seit 1800. Gräfe und Unzer, Königsberg 1935. Verein für Familienforschung in Ost- u. Westpreußen, Hamburg 1983, ISBN 3-922953-53-0.
- Krollmanns wissenschaftliches Werk. Königsberg: Graph. Kunstanst., 1936
- Erbe und Aufgabe des deutschen Ostens. Gräfe und Unzer, München 1955.
- Geschichte des Amtes und der Stadt Soldau. Herder-Institut (Marburg) 1958 (2. Neudruck. E. Meier, Oberhausen 1998, ISBN 3-931577-13-9).
- Ostpreußen. Burkhard-Verlag Heyer, Essen 1958.
- Das Königsberger Friedrichskollegium, 1959.
- Die Geschichte der Stadt Königsberg in Preußen, 3 Bde. Böhlau, Köln Wien 1965–1971 (Auch: ebenda 1996, ISBN 3-412-08896-X).
- Deutsch-slawische Schicksalsgemeinschaft. Holzner, Würzburg 1967.
- Die Mittelalterliche deutsche Ostsiedlung. Klett, Stuttgart 1969.
- Acta Prussica. Holzner, Würzburg 1968.
- Königsberg, so wie es war. Droste, Düsseldorf 1983, ISBN 3-922953-53-0.
- Geschichte des Preußenlandes. Rautenberg, Leer 1966, ISBN 3-7921-0005-3 (Auch 1970, 1986).
- Königsberg in Preußen. Die Geschichte einer europäischen Stadt. Rautenberg, Leer 1987, ISBN 3-7921-0345-1.
- Kant und Königsberg bis heute. Rautenberg, Leer 1989, ISBN 3-7921-0418-0.
- Ostpreußen und Westpreußen. Kleine Geschichte des Preußenlandes. Rautenberg, Leer 1994, ISBN 3-7921-0535-7.